# Заслав'я
Заслав'я (пол. Zasław) — колишнє лемківське село, тепер — частина міста Загі́р'я в південно-східній Польщі, Сяноцький повіт Підкарпатського воєводства.

## Розташування
Лежить при впадінні річки Ослава до Сяну, на історичному шляху на Закарпаття через Радошицький і Лупківський перевали.

## Історія
Давнє лемківське село, колись — Заослав'я. Входило до Перемишльської землі Руського королівства. 
Чисто лемківський склад села змінився внаслідок напливу поляків у зв’язку з будівництвом Першої угорсько-галицької залізниці у 1872 році і Галицької Трансверсальної залізниці у 1884 році. У 1895 році в селі було 48 будинків, де мешкало 326 осіб (232 греко-католиків, 65 римо-католиків і 29 юдеїв).  
У 1936 році в селі було 493 греко-католиків (також 78 римо-католиків і 21 юдеїв), які належали до парафії Загір'я Сяніцького деканату Апостольської адміністрації Лемківщини.
У 1939 році в селі мешкало 580 осіб, з них 480 українців, 90 поляків і 10 євреїв.
У 1939—1943 роках на території села був концтабір, де німецькими окупантами було знищено близько 10000 євреїв.
Після Другої світової війни настала черга українського населення, яке було поляками піддане етноциду. Частина виселена на територію СРСР в 1945-1946 рр. Родини, яким вдалось уникнути виселення, в 1947 році під час Операції Вісла були депортовані на понімецькі землі.
У 1972 році Заслав'я і ряд довколишніх сіл приєднали до міста Сянік, але 1 лютого 1977 року від’єднали і з них утворили місто Загір’я.

## Пам'ятки
- Занедбаний у комуністичні часи панський двір Заславських.
- Пам’ятник на місці концтабору.
- Бункери лінії Молотова.